# عنکبوت‌های پابزرگ چینی
عنکبوت‌های پابزرگ چینی (نام علمی: Sinopimoidae) نام یک تیره از راسته عنکبوت است.